# Maderas
O Maderas é um dos dois vulcões que formam parte da ilha de Ometepe, situada no Lago Nicarágua, na América Central. Ao contrário do Concepción, o outro vulcão da ilha, o Maderas não se encontra atualmente ativo.